# Aeroportul Sacramento Executive
Aeroportul Sacramento Executive (IATA: SAC, ICAO: KSAC, FAA LID: SAC) este un aeroport din California, Statele Unite ale Americii ce deservește zona Sacramento. Aeroportul a fost tranzitat în 2019 de 194 de pasageri.
Situat la o altitudine de 7 m, aeroportul dispune de 3 piste.

## Infrastructură

### Piste
Aeroportul dispune de 3 piste: 
- pista 02/20 din asfalt, cu dimensiunile 5.503 picioare × 150 picioare
- pista 12/30 din asfalt, cu dimensiunile 3.837 picioare × 100 picioare
- pista 16/34 din asfalt, cu dimensiunile 3.505 picioare × 150 picioare